# Willy Hielscher
Willy Hielscher (* 18. Oktober 1904 in Berlin; † 8. Januar 1945 in Brandenburg) war ein deutscher Widerstandskämpfer gegen den Nationalsozialismus.

## Leben
Willy Hielscher war Sohn eines Sattlers. Er erlernte den Schneider-Beruf und wurde aktiv in einem Arbeiter-Sportverein und als Funktionär der KPD in Berlin.
Während des Zweiten Weltkriegs gehörte er zu der von Anton Saefkow und Franz Jacob geleiteten Widerstandsbewegung und war Leiter einer deutsch-sowjetischen Widerstandsgruppe. Kontakte bestanden insbesondere zu den Widerstandsgruppen sowjetischer Zwangsarbeiter bei den Bergmann-Werken in Berlin-Wilhelmsruh, für die er Flugblätter und andere Informationsmittel besorgte und die außerdem von seiner Widerstandsgruppe mit überlebensnotwendigen zusätzlichen Lebensmittelrationen versorgt wurden. Zusammen mit Arthur Magnor half er Georgi Wassiljew, einem der Organisatoren des Widerstands in mehreren Kriegsgefangenenlagern, im Frühsommer 1944 bei der Flucht.
Im September 1944 wurden Hielscher und Magnor von der Gestapo verhaftet. Gegen beide erging im November 1944 ein Todesurteil.